# (27110) Annemaryvonne
(27110) Annemaryvonne est un astéroïde de la ceinture principale.

## Description
(27110) Annemaryvonne est un astéroïde de la ceinture principale. Il fut découvert le 11 novembre 1998 à Caussols par le programme ODAS. Il présente une orbite caractérisée par un demi-grand axe de 2,29 UA, une excentricité de 0,15 et une inclinaison de 2,0° par rapport à l'écliptique.

## Compléments